# Astrophysique théorique
Pour un article plus général, voir Astrophysique.
L'astrophysique théorique est une discipline qui cherche à expliquer les phénomènes observés par les astronomes en des termes physiques avec une approche théorique. Dans ce but, les astrophysiciens théoriciens créent et font évoluer des modèles et des théories pour reproduire et prédire les observations. Dans la plupart des cas, essayer de comprendre les implications des modèles physiques n'est pas facile et demande beaucoup de temps et d'efforts.

## Outils et modèles
Les astrophysiciens théoriciens utilisent une grande variété d'outils, incluant des modèles analytiques (par exemple, des polytropes pour approcher le comportement d'une étoile) et l'analyse numérique calculable. Chacun a ses avantages : les modèles analytiques d'un processus sont généralement meilleurs pour donner une connaissance intime de ce qui se passe, tandis que les modèles numériques peuvent révéler l'existence de phénomènes et d'effets qui seraient passés inaperçus autrement.
Les théoriciens en astrophysique s'efforcent de créer des modèles théoriques et de déterminer les conséquences de ces modèles sur l'observation. Cette aide permet aux observateurs de rechercher des données qui pourraient contredire un modèle ou aider à choisir entre plusieurs modèles alternatifs ou conflictuels.
Les théoriciens essayent également de générer ou de modifier des modèles prenant en compte de nouvelles données. Dans le cas d'une contradiction, la tendance générale est d'essayer d'apporter le moins de modifications possibles au modèle pour correspondre aux données. Dans certains cas, une grande quantité de données contradictoires peut amener à l'abandon total du modèle.

## Sujets
Les sujets étudiés par les astrophysiciens théoriciens incluent : les dynamiques stellaires et l'évolution des étoiles ; la formation et l'évolution des galaxies ; les grandes structures de matière dans l'Univers ; l'origine des rayons cosmiques ; la relativité générale et la cosmologie. La relativité astrophysique sert d'outil pour jauger les propriétés de structures à grande échelle pour lesquelles la gravitation joue un rôle important et sert de base pour l'(astro)physique des trous noirs et l'étude des ondes gravitationnelles.

## Résultats
Quelques théories/modèles largement acceptés incluent : le Big Bang, l'inflation cosmique, la matière noire, et les théories fondamentales de la physique. Une théorie astrophysique ayant des partisans mais se trouvant en désaccord avec les observations est la cosmologie des plasmas. Un exemple de théorie astrophysique n'étant pas largement acceptée mais se montrant suffisamment viable pour mériter quelques approfondissements est la théorie des dynamiques Newtoniennes modifiées.

## Dans la culture populaire
Le personnage de fiction Erik Selvig, qui apparaît dans plusieurs films de l'univers cinématographique Marvel, est professeur d'astrophysique théorique.

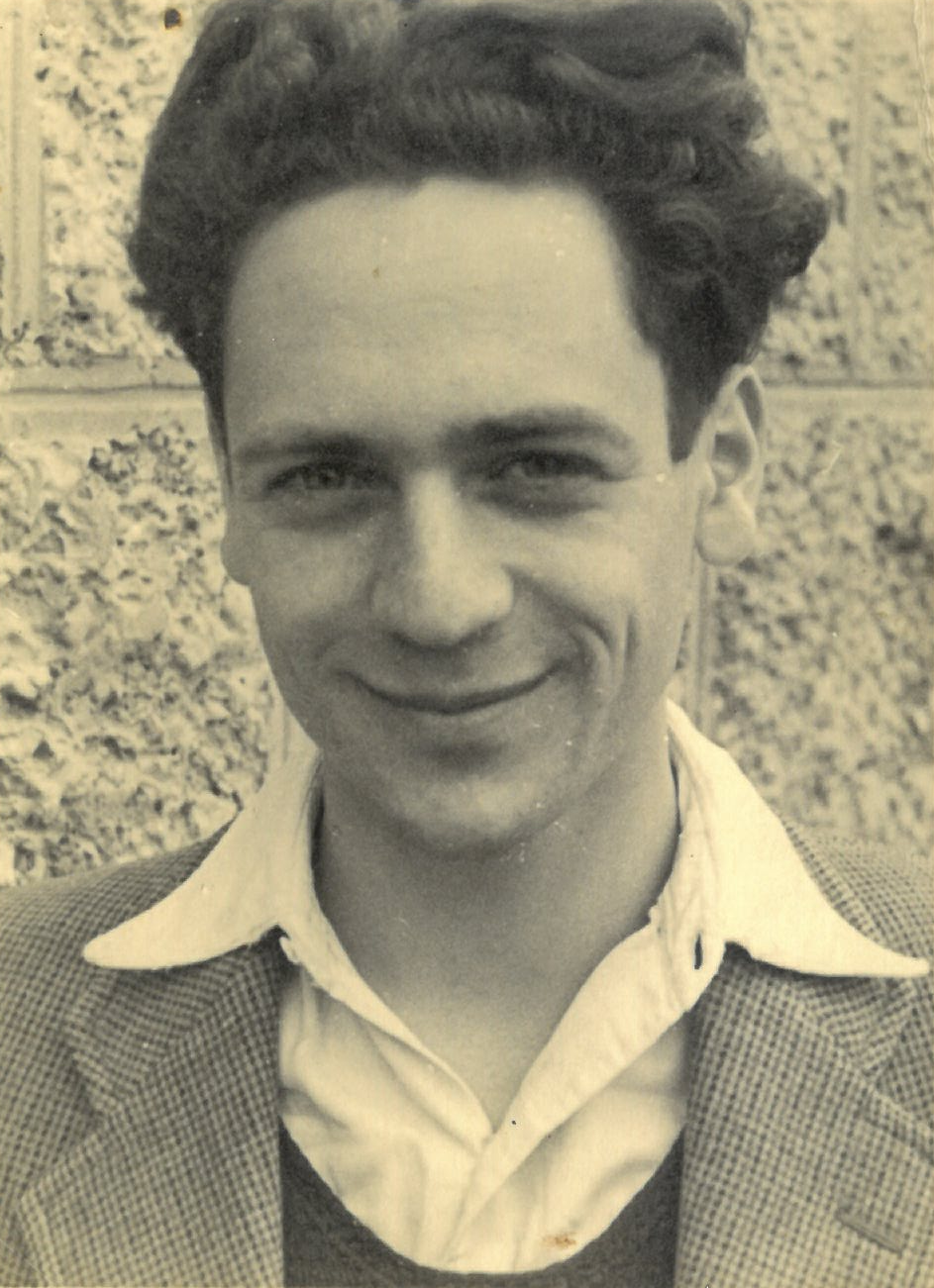
Evry Schatzman, en 1943. Astrophysicien français et pionnier de l'enseignement de l'astrophysique théorique en France.

## Astrophysiciens célèbres
Le CNRS considère Evry Schatzman comme le père de l'astrophysique théorique en France.

## Autre
Parmi la communauté astronomique, les théoriciens sont largement caricaturés pour être mécaniquement ineptes et malheureux dans leurs observations. Le fait d'avoir un théoricien dans un observatoire pourrait porter malheur à l'observation en cours, causer des pannes informatiques ou encore provoquer l'arrivée de nuages[réf. nécessaire].